# Тёмные века (Древняя Греция)
Тёмные века (также гомеровская эпоха, предполисный период) — период в истории Древней Греции, охватывающий XI—IX века до н. э. (иногда продлевается до середины VIII века), который начался после дорийского вторжения и последовавшего заката микенской цивилизации и закончился с началом расцвета греческих полисов, называемого архаическим периодом.
Об этом периоде известно очень мало, он характеризуется упадком культуры и утратой письменности. Происходит окончательное разрушение остатков микенской цивилизации, возрождение и господство родоплеменных отношений. Вместе с тем Тёмные века характеризуются определённым техническим прогрессом, в особенности, освоением выплавки и обработки железа, а развитие социальных отношений привело к их трансформации в раннеклассовые и формированию уникальных предполисных общественных структур, заложивших фундамент для будущего прогресса. Первоначально этими структурами были города, так называемые «протополисы», населяемые отдельными семьями и общинами и не имеющими ярко выраженной структуры, субъектности.
Период Тёмных веков также называют «гомеровским» из-за того, что произведения «Илиада» и «Одиссея» легендарного поэта Гомера являются основными письменными источниками  сведений об этом времени.

## Периодизация
Термин «субмикенский период» предложил в 1934 году Т. Скит. В 1970-е годы Джереми Раттер оспорил корректность его использования, утверждая, что вся субмикенская керамика происходит из нескольких могил и могла быть неправильно периодизирована. Корректность термина вновь поддержана в начале XXI века.
В истории «тёмных веков» выделяют следующие этапы: 
- 1200–1000 г. до н. э.: к этому времени разрушены почти все важнейшие микенские поселения, за исключением Афин.
- Около 1200–900  гг. до  н. э.: численность населения максимально сокращается (с полутора до полумиллиона), происходит наибольший упадок сельского хозяйства.
- Около 950–750  гг. до н. э.: греки перенимают финикийский алфавит.
- Около 900–800 гг. до н. э.: численность населения возрастает, сельское хозяйство переживает подъём; для изготовления орудий труда и оружия начинает использоваться железо.
- 776 г. до н. э.: традиционная дата первых Олимпийских игр.
- Около 750 г. до н. э.: эпоха «тёмных веков» Греции завершается.
- Около 750–700 гг. до н. э.: записываются поэмы Гомера с помощью письменности на основе финикийского алфавита, к которому добавляются знаки для гласных звуков.

## Предположения о причинах кризиса

Карта переселения греческих племён на рубеже II - I тысячелетий до н. э.

По общему мнению историков, причиной гибели микенской цивилизации стали междоусобные войны, разрыв экономических связей и переселение народов в период с 1200 по 1000 г. до н. э. Кризис не только разрушил микенскую цивилизацию в Греции, но и ослабил или полностью уничтожил города, царства и цивилизации по всему Ближнему Востоку.

## Общество гомеровской Греции
Уровень развития общественных отношений в период греческих тёмных веков является предметом споров исследователей, так как единственным относительно хорошо сохранившимся источником сведений о нём являются поэмы Гомера, информация из которых трактуется по-разному. Тем не менее, на основании археологических находок, исследователям представляется очевидным, что Тёмные века стали временем упадка общественных отношений, возвращения к более примитивной форме социального бытия.

### Политическое устройство
Греция гомеровской эпохи была раздроблена на множество отдельных поселений, которые могли враждовать между собой. Это ещё не были полисы классической эпохи, в них жили в основном земледельцы и скотоводы (так как именно эти занятия были основными), а границы определялись скорее природным рельефом местности. Население этих «протополисов» не обладало единой гражданской идентичностью, а также делилось на филы, фратрии и отдельные семьи — ойкосы.
Правители поселений выделялись из группировок знати и назывались басилеями. Они жили в том числе за счёт обложения народа обязательными «дарами». Кроме того, нередко басилей был и жрецом, и судьёй или арбитром в различных спорах и тяжбах, которые разбирались в публичном порядке. Правители были существенно ограничены в своей власти, так как были достаточно сильны аристократы, владевшие внушительными земельными наделами, а также имели своё право голоса и члены общины, сходившиеся в народное собрание. Значительно больше влияния было у басилеев во время военных кампаний, когда было необходимо сосредоточение вокруг одного военачальника. Хотя и в военное время басилей не мог быть полностью свободен в своих приказах: он был вынужден считаться с аристократами, составлявшими самую боеспособную часть войска.
Порядок передачи власти басилея не был единым и чётко закреплённым. В каких-то случаях власть передавалась по наследству, но если правивший род не вызывал доверие, то басилеем мог стать и другой достойный аристократ.
Совет аристократов был новой формой совета старейшин, постепенно утратившего своё значение и заменённого как раз структурой, состоявшей из наиболее богатых и знатных людей. Этот орган имел большое влияние на басилевса и фактически нивелировал голос народного собрания. Однако влиять на созыв последнего напрямую аристократы не могли, так как решение о созыве народного собрания принимал басилевс.
В силу политической раздробленности гомеровская Греция была и менее боеспособной. Несмотря на то что в период военных походов войска от каждой общины собирались в одно, между солдатами не прекращались распри, а полководец был вынужден считаться со мнением знати, которая обеспечивала войско наличием хотя бы небольшой конницы и лучшего оружия.
В гомеровской Греции не было единого законодательства. Нормотворчество происходило на уровне фратрий. Поэтому, человек, не принадлежавший к какому-либо союзу семей, оказывался незащищённым каким бы то ни было правом. Кроме того, даже внутренние нормы фратрий не гарантировали защиту от произвола. Охрана правопорядка по большей части осуществлялась на уровне отдельных семей путём кровной мести. Также, за оскорбление члена рода или убийство семья пострадавшего могла истребовать выкуп. Существовала и судебная практика: суд носил характер публичного третейского разбирательства.

### Община и землевладение
По мнению Ю. В. Андреева, в этот период существовал общинный строй, однако гомеровская община имела ряд особенностей. В первую очередь, в ней уже не было коллективной собственности на землю. Вместо этого наделами владели отдельные семьи. Эти наделы по смерти старшего мужчины передавались по наследству сыновьям посредством дробления на более мелкие. При этом, это не было традиционным наследованием от старшего к младшему наследнику, когда первому доставался либо весь надел, либо наибольшая его часть. Распределение осуществлялось путём жеребьёвки. Кроме того, если у отца не было ни сыновей, ни иных наследников-мужчин, то и женщина-наследница вполне могла стать крупным земельным собственником. Общинный же характер заключался в большой роли народа в жизни каждого отдельного человека: существовали некие институты народного осуждения, ряд решений принимался коллективно.  
С другой стороны, ряд зарубежных исследователей полагают, что слово, употребляемое Гомером для обозначения некой народной общности, не имеет ничего общего с термином «община», под ним подразумевается скорее народная масса, демос, не имеющая субъектности и внутренних тесных связей. Однако Ю. В. Андреев отмечает, что, согласно текстам Гомера, народ не просто мог влиять на политические процессы, участвовать в принятии решений. Гомеровское общество обладало важнейшим признаком общинности — действия отдельных граждан могли быть подвергнуты осуждению со стороны общины, которая, соответственно, была больше, чем совокупность людей на определённой территории. Кроме того, принадлежность к фратрии была важнейшим условием полноценной жизни отдельного человека, так как, если он изгонялся из родового сообщества или же сам уходил из него, его некому было защитить, он становился изгоем, подвергался порицанию. 
Отдельные семьи объединялись во фратрии, а фратрии образовывали филы. В основном эти структуры проявляли себя во время войны, когда ополчение собиралось с каждой фратрии, однако границы просматривались и в мирное время, когда члены различных фратрий враждовали между собой. 
Если говорить о правителях, то они в это время, помимо имущества, обладали и определённой земельной собственностью, теменом, который, однако, не наследовался в обязательном порядке, а был одним из способов выражения признательности царю со стороны народа, знати. 
В это время уже активно нарастало имущественное расслоение, в том числе из-за неравного распределения земельных наделов. Практика уравнивания владений ко времени Гомера уже была в прошлом. 

### Семья
Семья в гомеровскую эпоху была патриархальной. В этот период греки, скорее всего, жили уже моногамными семьями, которые отличались сильной замкнутостью и строгой иерархией внутри. Ни о каком повсеместно распространённом множестве жён и мужей Гомер, во всяком случае, как о норме не говорил. Чёткое разделение труда предполагало невмешательство мужа в домашние дела, а жены — в мужскую сферу обязанностей. Семья гомеровской эпохи была расширенной.

### Экономика
Гомеровская община существовала в основном за счёт натурального хозяйства - земледелия и скотоводства. Поэтому и экономика носила аграрный, традиционный характер. Это выражалось в том числе в предельной автономности отдельных семей, которые практически не торговали друг с другом, ориентируясь на внутреннее потребление. Ремесленное производство существовало лишь постольку, поскольку люди нуждались в инструментах и базовых предметах быта. Кроме того, не существовало денежной системы, вместо которой для измерения стоимости чего-либо ориентировались на ценность скота. Расслоение общества по экономическому признаку хотя и существовало, но не было ярко выраженным до определённого момента и связывалось, в первую очередь, с площадью земельных владений.
Общество эпохи Тёмных веков отошло от самых примитивных форм и в том аспекте, что уже тогда на территории Греции жили люди, не имевшие надела, но занятые в наёмном труде, подёнщики, а более широко подобных разорившихся людей называли фетами. При этом ими часто становились разорившиеся крестьяне, которым пришлось продать свой надел из-за отсутствия возможности обработать его должным образом. Поэтому их труд был неквалифицированным, а их положение в обществе приближалось к рабскому состоянию.
Межполисная торговля в эту эпоху также не была развита. Полисы существовали за счёт собственных резервов, а если что-то требовалось извне, это добывалось войной или посредством грабежа и разбоя. При этом подобные действия касались в основном именно межполисных отношений — с другими странами контактов вне войн было ещё меньше.

### Рабство
Уже в этот период в Греции развивался рабовладельческий строй. Ряды рабов в основном пополняли пленные варвары, прежде всего женщины. Можно говорить о патриархальном характере рабства в гомеровскую эпоху, что означает более гуманное отношение к рабам. Последние не жили абсолютно обособленно от господской семьи, активно помогая в домашнем хозяйстве. Однако уже в эту эпоху намечалось ожесточение господ по отношению к рабам.

### Высшее сословие
В эту эпоху уже выделился высший слой общества, состоявший из аристократов, которые имели большие земельные наделы и отличались своим образом жизни. Хотя их богатство не шло ни в какое сравнение с состояниями аристократов крито-микенской цивилизации, они всё же довольно сильно отличались лучшими условиями жизни. 
Основным критерием выделения высшего сословия был именно имущественный. На том же основании именно аристократы брали на себя роль руководителей в военных походах, ведь только они могли снарядить войско и предоставить лошадей. Однако часто, чтобы упрочить своё положение, аристократы выводили свои роды прямо от богов или хотя бы героев. Так как самым хорошим вооружением и боевой конницей обладали именно аристократы, они полагали, что раз они играют ключевую роль в военных делах, то они же и должны принимать важнейшие политические решения. Действительно, именно хорошо защищённые более дорогими доспехами и имевшие более качественное оружие аристократы проявляли наибольшее бесстрашие и военную инициативу в бою. Поэтому совет представителей общины постепенно терял свою силу, уступая узким группировкам высшей знати, не допускавшей простой народ к обсуждению ключевых вопросов.

## Отношение классических греков к периоду
Древние греки классического периода также относились к этим векам как к своего рода межвременью. Согласно паросской хронологической таблице, именно тогда происходят многие из событий, известных по мифам. К примеру, Тесей убивает Минотавра и учреждает Истмийские игры в 1260 году до н. э., а Орест убивает свою мать в 1202 году до н. э. Эта же таблица относит время расцвета творчества Гомера к 930-м годам до н. э.

## Искусство
В последний период «тёмных веков», около 900—700 годов до н. э., в греческом искусстве распространяется геометрический стиль.
Военное искусство и ремесло периода — см. Древнегреческий щит.